# Wilhelm Adolf Müller
Wilhelm Adolf Müller (Dresden, 1793 - 1859), fou un compositor i cantant alemany. Fou cantor de l'església de Borna i professor de música, i deixà entre altres obres Musikalisches Blumenkoerbchen; Musikalisches Blumenkrane; Erste Lehrmeister im Klavier; Der Lehrmeister im Orgespiel beim oeffentlichen Gottes; Die Orgel, corals i melodies.